# NGC 541
NGC 541 est une vaste galaxie lenticulaire située dans la constellation de la Baleine. NGC 541 a été découverte par l'astronome prussien Heinrich d'Arrest en 1864.

## Caractéristiques
Sa vitesse par rapport au fond diffus cosmologique est de 5 116 ± 22 km/s, ce qui correspond à une distance de Hubble de 75,5 ± 5,3 Mpc (∼246 millions d'al).
À ce jour, 21 mesures non basées sur le décalage vers le rouge (redshift) donnent une distance de 70,519 ± 20,334 Mpc (∼230 millions d'al), ce qui est à l'extérieur des valeurs de la distance de Hubble. Notons cependant que c'est avec la valeur moyenne des mesures indépendantes, lorsqu'elles existent, que la base de données NASA/IPAC calcule le diamètre d'une galaxie et qu'en conséquence le diamètre de NGC 541 pourrait être d'environ 52,7 kpc (∼172 000 al) si on utilisait la distance de Hubble pour le calculer.

## Galaxie particulire Arp 133
Halton Arp a choisi NGC 541 comme un exemple de galaxie elliptique avec un fragment rapproché et l'a incluse dans son atlas sous la désignation Arp 133.

## Trou noir supermassif
Basée sur la vitesse interne de la galaxie mesurée par le télescope spatial Hubble, la masse du trou noir supermassif au centre de la galaxie NGC 541 serait comprise entre 190 et 920 millions de {\displaystyle M_{\odot }}.

## Groupe de NGC 545 et Abell 194
NGC 541 fait partie du groupe de NGC 545, la plus grosse et la plus brillante galaxie de ce groupe. Le groupe de NGC 545 fait partie d'un ensemble plus vaste, l'amas galactique Abell 194,. D'ailleurs, la désignation DRCG 7-34 est utilisée par Wolfgang Steinicke pour indiquer que cette galaxie figure au catalogue des amas galactiques d'Alan Dressler. Les nombres 7 et 34 indiquent respectivement que c'est le 7e amas (Abell 194) de la liste et la 34e galaxie de cette liste. Cette même galaxie est aussi désignée par ABELL 194:[D80] 34 par la base de données NASA/IPAC, ce qui est équivalent.  Dressler indique que NGC 519 est une galaxie lenticulaire de type S.
Deux galaxies de ce groupe, NGC 545 et NGC 547, produisent d'immenses et puissants jets de matière dans la région qui entoure leur trou noir supermassif central. Ces jets ont été captés en onde radio par les radiotélescopes du VLA et sont montrés en violet sur l'image de l'amas ci-dessous. Les jets de ces deux galaxies en interaction gravitationnelle sont projetés à des distances d'environ 250 000 années-lumière. Le jet plus court de la galaxie NGC 541, un peu plus bas à droite, entre en collision avec un nuage d'hydrogène coloré en bleu foncé qui a aussi été détecté en onde radio par le VLA. L'onde de choc créé par ce jet a engendré une zone de formation de formation d'étoiles, colorée en bleu pâle, imagée dans le visible par le télescope de 2,3 m de l'observatoire de Siding Spring en Australie. Ce type assez rare de pouponnière d'étoiles est connu sous le nom d'objet de Minkowski,, un exemple de trou noir créant la vie dans l'univers sous forme d'étoiles bébés.
Outre NGC 541, les principales galaxies du groupe de NGC 545 sont NGC 530, NGC 547, NGC 560, NGC 564, NGC 570, NGC 577, NGC 585, UGC 892 et UGC 1062 (respectivement CGCG 0118.7-0048 et CGCG 0126.4-0049 notées 0118-0048 et 0126-0049 dans un article d'Abraham Mahtessian paru en 1998).

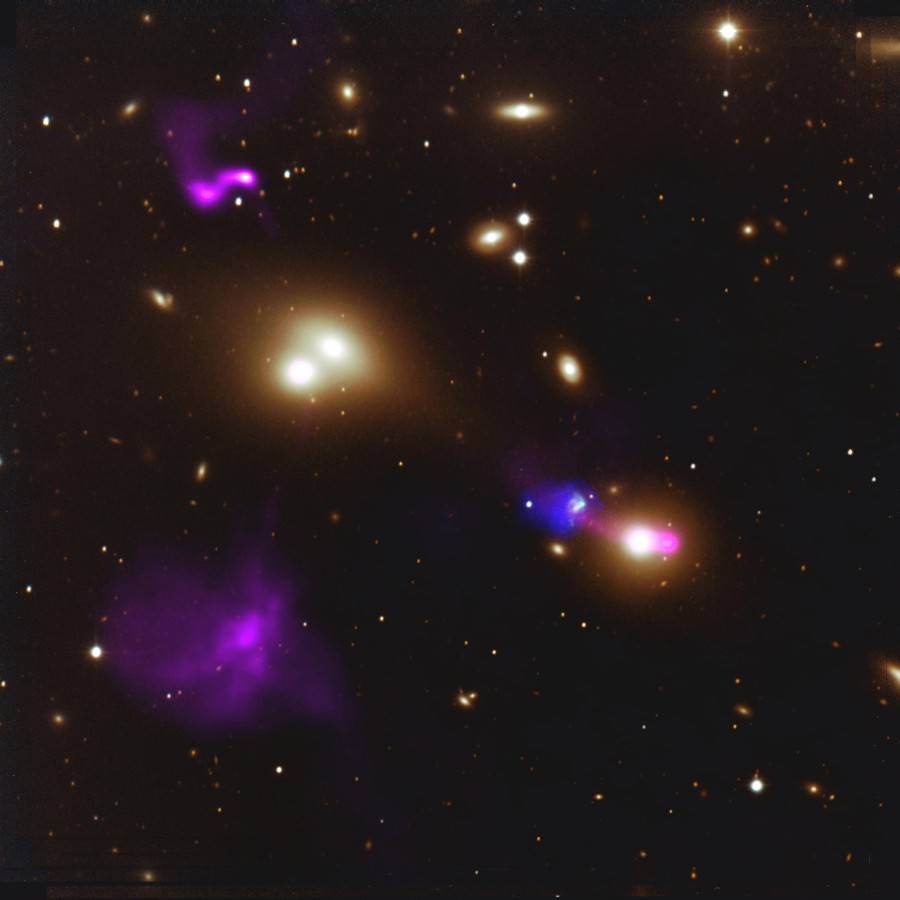
L'amas Abell 194. Image de NRAO/AUI et de S.Croft, W.van Breugel, W. de Vries, J.van Gorkom, H.Morganti, T.Osterloo, M.Dopita, M.Gregg.
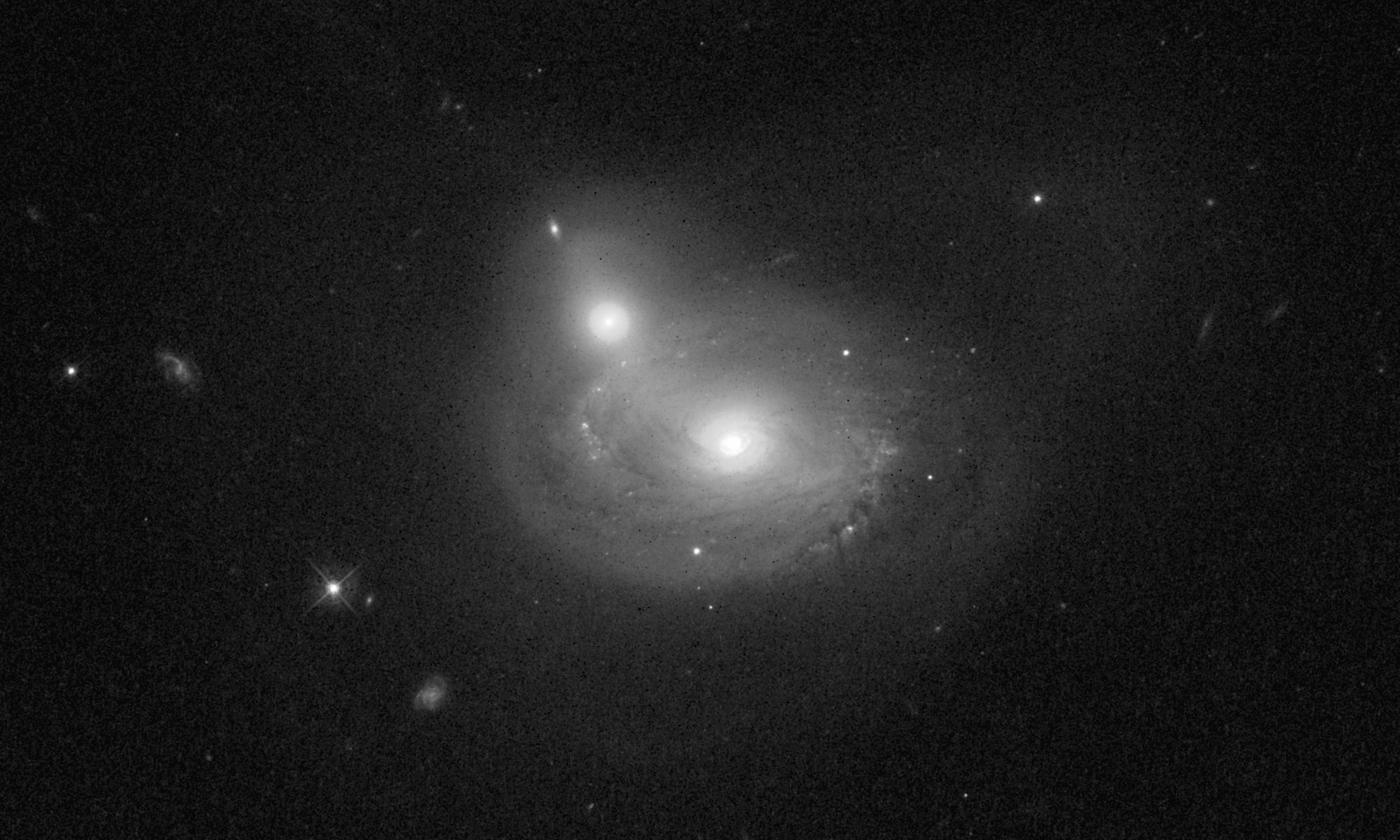
NGC 545 et NGC 547 par le télescope spatial Hubble.
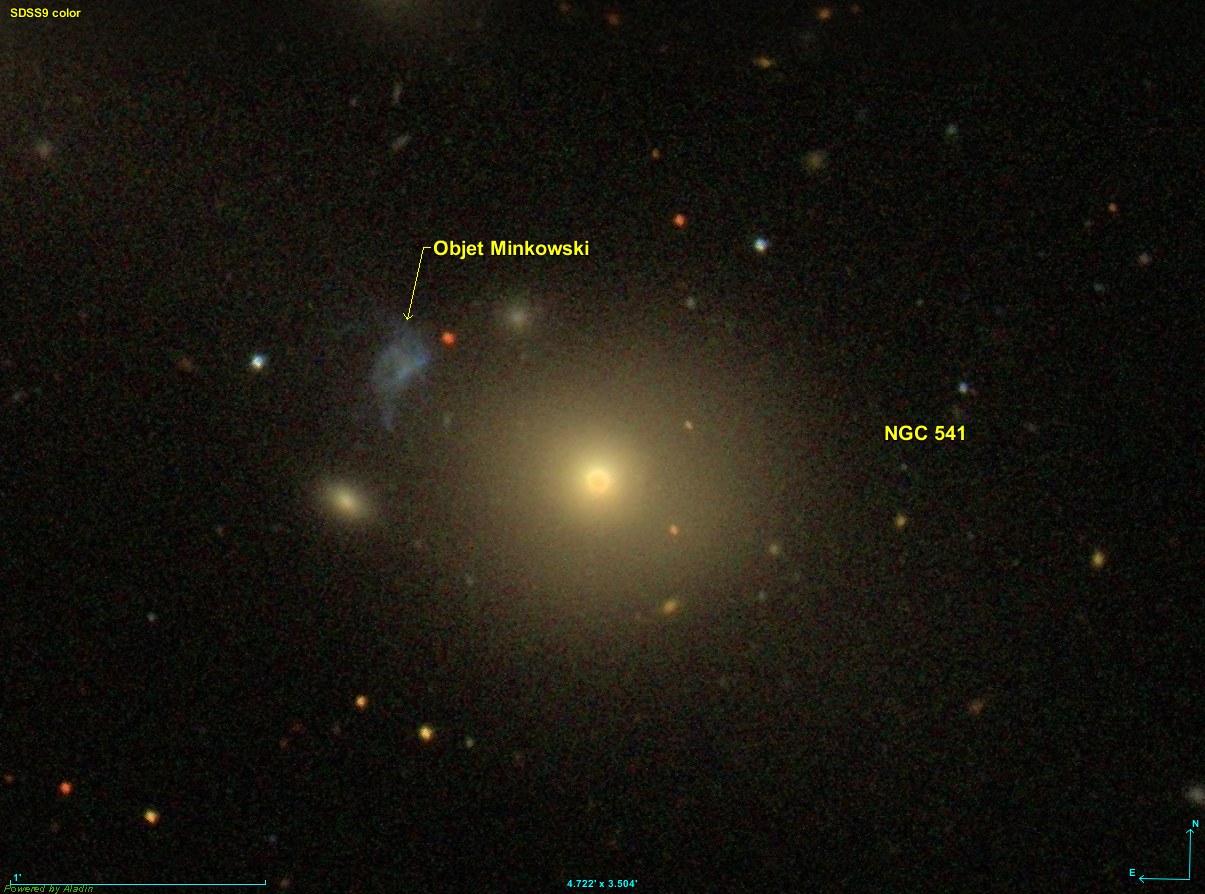
Gros plan sur la pouponnière d'étoiles dite « objet Minkowski ».

## Groupe de NGC 585
D'autre part, dans un article paru en 1993, A.M. Garcia inclut NGC 541 dans le groupe de NGC 585. Ce groupe comprend au  moins 23 galaxies. Les autres galaxies du catalogue NGC de ce groupe sont : NGC 519, NGC 538, NGC 543, NGC 545, NGC 547, NGC 548, NGC 570 et NGC 585. Outre NGC 541, les galaxies communes aux deux listes de ces études sont NGC 545, NGC 547, NGC 585, UGC 892 et UGC 1062. Il faudrait peut-être fusionner les galaxies de ces deux listes en un seul groupe.